# Línea G (EMT Madrid)
La línea G (a efectos de numeración interna, 92) de la EMT de Madrid es una línea universitaria que recorre la Ciudad Universitaria de Madrid y la une con la estación de Moncloa.

## Características

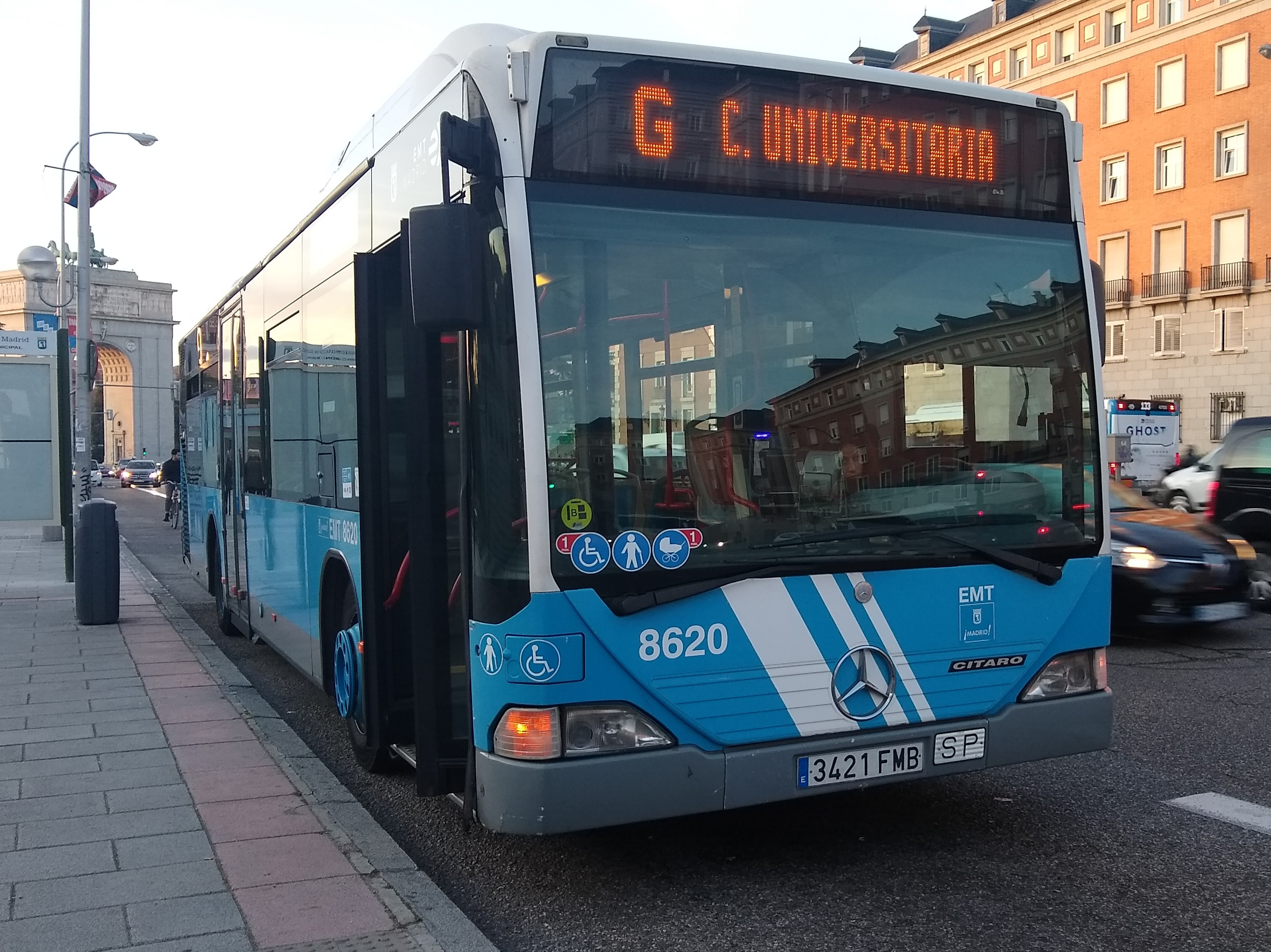
Autobús en la línea, poco antes de ser desguazado

Como todas las líneas universitarias, esta es una línea corta que vertebra la Ciudad Universitaria saliendo de Moncloa hacia la Avenida Complutense.
La línea tiene recorridos diferentes en cada sentido. Así, cuando se dirige a la Facultad de Filosofía B, la línea rodea el Paraninfo, mientras que en dirección a Moncloa no pasa por el mismo, yendo directamente por la avenida Complutense hacia Moncloa. Este cambio de recorrido se aplicó en 2001, buscando mejorar el servicio de autobús en las facultades que se encuentran en el entorno del Paraninfo, pues anteriormente la línea no recorría el Paraninfo y sus recorridos eran iguales en ambos sentidos.
Desde el 19 de diciembre de 2022, la línea traslada su cabecera al interior del Intercambiador de Moncloa, junto a la línea 46, para dejar a las líneas 160, 161 y 162 espacio en la superficie para iniciar recorrido en la Plaza de la Moncloa, dado que el modelo de autobuses utilizado en las mismas no puede acceder al intercambiador subterráneo.

### Frecuencias
| Periodo Lectivo / Excepto puentes, junio y septiembre |          |
| de lunes a viernes laborable                          |          |
| de 7:00 a 11:00                                       | 3-7 min  |
| de 11:00 a 21:00                                      | 5-7 min  |
| de 21:00 a 22:00                                      | 6-11 min |

### Material asignado
• City Versus (82xx/83xx) hasta noviembre de 2022
• Citaro NGT hasta el 18 de diciembre de 2022
• Irizar i2 desde el 19 de diciembre de 2022

## Recorrido y paradas

### Sentido Ciudad Universitaria
En dirección a la Facultad de Filosofía B desde Moncloa, la línea G toma directamente la A-6 hasta desviarse hacia la Glorieta del Cardenal Cisneros. En esta glorieta gira a la derecha por la Avenida Complutense.
La línea efectúa varias paradas a lo largo de la avenida, dando servicio a la escuela de Agrónomos, las facultades de Odontología, Medicina, Farmacia, Ciencias de la Información, Mátemáticas, Química y Física, las escuelas de Telecomunicaciones e Informática y las facultades de Derecho y Filosofía y Filología.
En este recorrido rodea el Paraninfo de la Universidad Complutense de Madrid por completo, y al final gira a la derecha hacia la calle Profesor Aranguren para dar servicio a la escuela de Caminos, Canales y Puertos y finalmente a la facultad de Geografía e Historia, donde tiene su cabecera.
| Código | Parada                                         | Común con        | Conexiones con Metro | Otros |
| ------ | ---------------------------------------------- | ---------------- | -------------------- | ----- |
| 5597   | MONCLOA (Intercambiador - dársena 32)          |                  | Moncloa              |       |
| 1684   | Cardenal Cisneros                              | 82 132 U         |                      |       |
| 1686   | Agrónomos                                      | 82 132 U VAC-246 |                      |       |
| 1687   | Metro Ciudad Universitaria                     | 82 132 U VAC-246 | Ciudad Universitaria |       |
| 1689   | Avenida Complutense-Ciencias de la Información | 82 132 U         |                      |       |
| 1691   | Avenida Complutense-Jardín Botánico            | 82 132 U VAC-246 |                      |       |
| 1693   | Paraninfo-Matemáticas                          | 82 F U VAC-246   |                      |       |
| 4285   | Paraninfo-Telecomunicaciones                   | 82 F U VAC-246   |                      |       |
| 5370   | Paraninfo-Informática                          | 82 F             |                      |       |
| 1696   | Paraninfo-Derecho                              | 82 F U VAC-246   |                      |       |
| 1694   | Paraninfo-Filosofía                            | 82 F U           |                      |       |
| 4287   | Escuela de Caminos                             | F                |                      |       |
| 4289   | Filosofía B                                    | F                |                      |       |
| 4290   | CIUDAD UNIVERSITARIA                           | F                |                      |       |

### Sentido Moncloa
La línea, en sentido Moncloa, inicia su recorrido en la calle Profesor Aranguren junto a la Facultad de Geografía e Historia, y la recorre dando servicio también a la escuela de Caminos, Canales y Puertos.
Al acabar la calle Profesor Aranguren, gira a la derecha por la Avenida Complutense, teniendo en ella 4 paradas y dando servicio a las facultades de Ciencias de la Información, Farmacia, Medicina y Odontología y la escuela de Agrónomos.
Al acabar la avenida Complutense, tras girar en la plaza del Cardenal Cisneros a la izquierda, toma la A-6 hasta llegar al final de la autovía junto al Cuartel General del Ejército del Aire y el acceso al intercambiador subterráneo de Moncloa.
| Código | Parada                                         | Común con              | Conexiones con Metro | Otros |
| ------ | ---------------------------------------------- | ---------------------- | -------------------- | ----- |
| 4290   | CIUDAD UNIVERSITARIA                           | F                      |                      |       |
| 4288   | Escuela de Caminos                             | F                      |                      |       |
| 1692   | Avenida Complutense-Jardín Botánico            | 82 132 U VAC-246       |                      |       |
| 1690   | Avenida Complutense-Ciencias de la Información | 82 132 U               |                      |       |
| 1688   | Metro Ciudad Universitaria                     | 82 132 U VAC-246       | Ciudad Universitaria |       |
| 1685   | Cardenal Cisneros                              | 82 132 U VAC-246       |                      |       |
| 1331   | Avenida de la Memoria                          | 46 82 83 132 133 162 U |                      |       |
| 5597   | MONCLOA (Intercambiador - dársena 32)          |                        | Moncloa              |       |

## Galería de imágenes

Mapa de la distribución de dársenas del intercambiador de Moncloa con la distribución de cabeceras de las líneas de autobuses, entre las que aparece la línea G.